# 奧德拉德涅 (別列茲涅古瓦捷區)
47°16′32″N 32°41′23″E / 47.27556°N 32.68972°E
奧德拉德涅（烏克蘭語：Одрадне），是烏克蘭南部的村莊，隸屬尼古拉耶夫州的巴什坦卡區。該村始建於1924年，面積0.6平方公里，海拔高度73米，2001年人口29，人口密度每平方公里48.3人。